# Bălcăuți (Suceava)
Bălcăuţi è un comune della Romania di 3 308 abitanti, ubicato nel distretto di Suceava, nella regione storica della Bucovina. 
Il comune è formato dall'unione di 3 villaggi: Bălcăuți, Gropeni, Negostina.